# Abu el-Haggag
Yusuf Abu el-Haggag (* um 1150 in Bagdad; † 1243) war ein Sufi-Scheich.

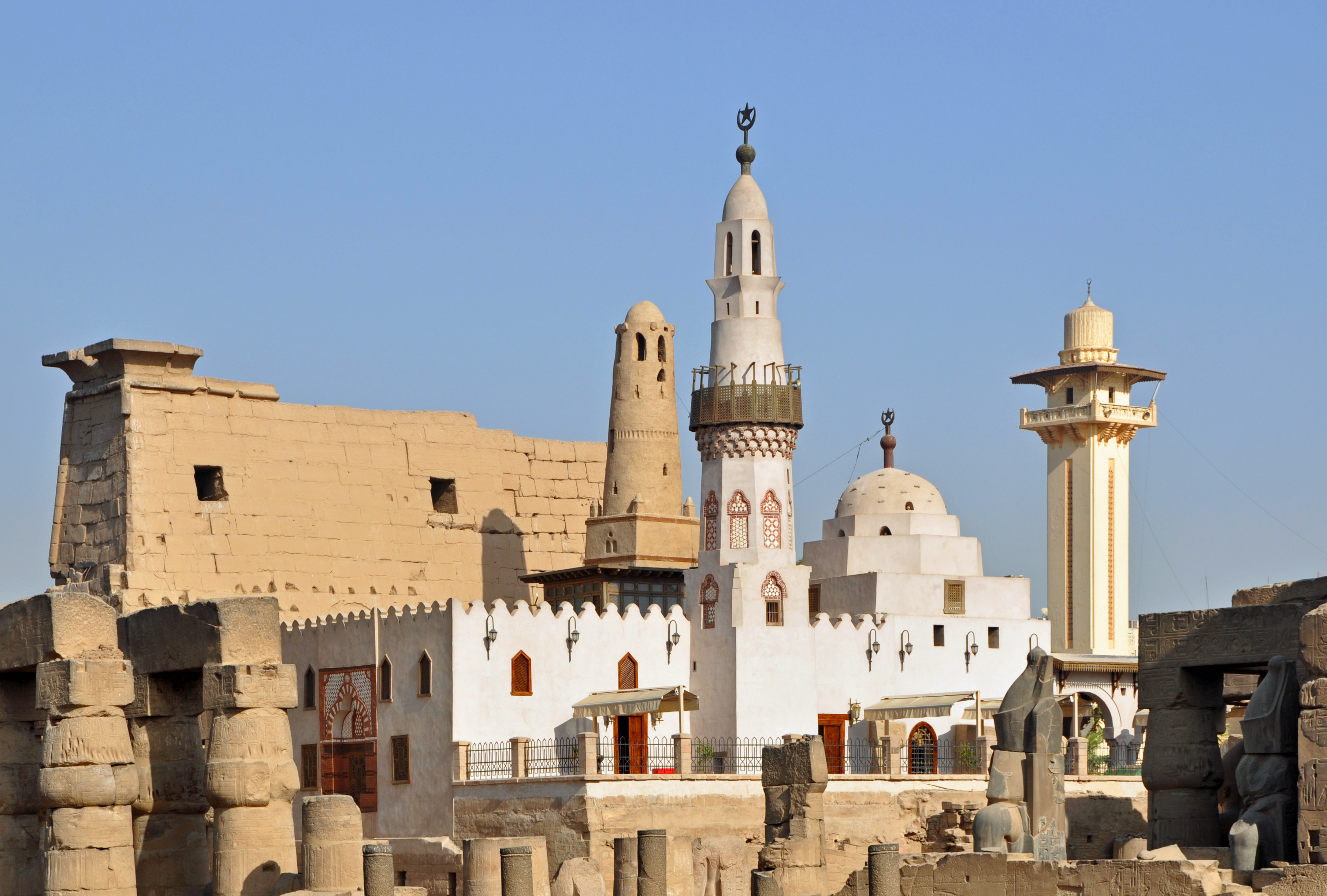
Moschee Abu el-Haggag in Luxor

## Leben
Im Jahr 1221 trat er mit seinen vier Söhnen die Pilgerfahrt nach Mekka an, wo einer von ihnen starb. Auf der Rückreise ließ er sich in Luxor nieder, wo im Jahr 1223 ein zweiter Sohn starb. Seine beiden überlebenden Söhne wurden später an der Seite des Vaters in Luxor bestattet.
Georges Legrain hat über diesen Heiligen sowie über die Form seiner Verehrung bereits Anfang des 20. Jahrhunderts ausführlich unterrichtet. Er verschaffte sich zunächst Auszüge aus schriftlichen Quellen, deren Originaltexte sich im Privatbesitz verschiedener Personen in Luxor befinden. Ebenfalls erwähnen die Quellen eine gewisse Tharzah, die in der Grabmoschee Abu el-Haggags bestattet liegt. Sie wird mal als eine zum Islam übergetretene koptische Sklavin, mal als die Gattin Abu el-Haggags bezeichnet.
In Luxor gibt es die Moschee Abu el-Haggag.